# Juan Carlos Rodríguez Ibarra
Juan Carlos Rodríguez Ibarra (ur. 19 stycznia 1948 w Méridzie) – hiszpański polityk, nauczyciel akademicki i samorządowiec, działacz Hiszpańskiej Socjalistycznej Partii Robotniczej (PSOE), parlamentarzysta, w latach 1983–2007 prezydent Estremadury.

## Życiorys
Ukończył studia humanistyczne na Universidad de Sevilla. Pracował jako wykładowca języka hiszpańskiego w Lycée Georges-Clemenceau w Nantes, został nauczycielem akademickim na uczelni UNED i na Universidad de Extremadura.
Współpracę z PSOE nawiązał pod koniec lat 60., do ugrupowania wstąpił w okresie przemian politycznych w 1976. Objął funkcję sekretarza partii w prowincji Badajoz. W latach 1977–1983 sprawował mandat posła do konstytuanty oraz Kongresu Deputowanych I i II kadencji.
Od 1979 odpowiadał za sprawy zdrowia i ochrony socjalnej w administracji Estremadury, a w 1982 został przewodniczącym tego regionu. W 1983, po ustanowieniu wspólnoty autonomicznej Estremadury, został wybrany na jej prezydenta. Reelekcję na ten urząd uzyskiwał po wyborach w 1987, 1991, 1995, 1999 i 2003, wchodząc także w skład regionalnego parlamentu. Od 1988 przewodniczył równocześnie Hiszpańskiej Socjalistycznej Partii Robotniczej w Estremadurze.
W 2007 nie ubiegał się o ponowny wybór, rok później ustąpił z funkcji partyjnej. Powrócił do działalności akademickiej, został również powołany w skład Rady Stanu, rządowego organu doradczego.